# Alloxysta kiefferi
Alloxysta kiefferi is een vliesvleugelig insect uit de familie van de Figitidae. De wetenschappelijke naam van de soort is voor het eerst geldig gepubliceerd in 1919 door Picard.